# 多松年

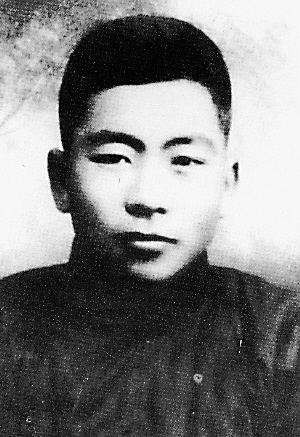
多松年

多松年（1905年—1927年），本名多寿，蒙古族，绥远土默特旗麻花板村（今呼和浩特市新城区麻花板社区）人。中国共产党在内蒙古地区的早期领导人。

## 生平
1918年，他入十王庙蒙文小学学习，后转到土默特高等小学校。五四运动后，他参加了归绥的学生运动。1923年，多松年参与抵制日货，参与捣毁盛记洋行。9月，他到北京入蒙藏学校学习。
1923年，他加入中国社会主义青年团，任团支部负责人。1924年，他转为中国共产党党员。1925年，多松年被中共北方区委派到苏联莫斯科中山大学学习。1926年回国后，他任中共察哈尔特别区工委书记。1927年4月，多松年在武汉参加了中国共产党第五次全国代表大会。在武汉他还参加了中国国民党中央土地委员会召集的扩大会议。会后，多松年回到张家口后被逮捕。后来他被奉系高維嶽当局用5根一尺长的大铁钉活活钉死在张家口大境门城墙上。年仅22岁。
呼和浩特市有多松年烈士故居，已被列入内蒙古自治区文物保护单位。